# Laura Tesoro
Laura Tesoro (ur. 19 sierpnia 1996 w Antwerpii) – belgijska piosenkarka i aktorka, reprezentantka Belgii podczas 61. Konkursu Piosenki Eurowizji (2016).

## Życiorys

### Wczesne lata
Urodziła się 19 sierpnia 1996 w Antwerpii. Jej ojciec jest Włochem, a matka – Belgijką.

### Kariera
Swoją pierwszą rolę aktorską zagrała w 2008, wcielając się w postać Evy Cuypers we flamandzkim serialu kryminalnym Witse. W latach 2012–2014 grała Charlotte w telenoweli Familie. W 2014 wystąpiła w trzecim sezonie programu The Voice van Vlaanderen. Dotarła do finału, w którym zajęła drugie miejsce. Również w 2014 wydała swój debiutancki singel „Outta Here”, który dotarł do 23. miejsca Ultratop 50 Singles.
W listopadzie 2015 została ogłoszona uczestniczką koncertu Eurosong 2016, będącego krajowymi eliminacjami eurowizyjnymi. 17 stycznia 2016 wykonała piosenką „What’s the Pressure” w finale selekcji i zajęła pierwsze miejsce w głosowaniu widzów i międzynarodowego jury, dzięki czemu została reprezentantką Belgii w 61. Konkursie Piosenki Eurowizji organizowanym w Sztokholmie. 12 maja wystąpiła jako ostatnia w kolejności w drugim półfinale konkursu i z trzeciego miejsca zakwalifikowała się do finału. Dwa dni później otworzyła koncert finałowy widowiska i zajęła w nim dziesiąte miejsce po zdobyciu 181 punktów, w tym 51 punktów od telewidzów (16. miejsce) i 130 pkt od jurorów (6. miejsce).
24 października 2019 wydała debiutancki album studyjny pt. Limits.

## Dyskografia

### Albumy studyjne
| Rok  | Dane dot. albumu                                                                                           | Najwyższa pozycja na liście |
| Rok  | Dane dot. albumu                                                                                           | BEL (FL)                    |
| ---- | --- | --------------------------- |
| 2019 | Limits - Wydany: 24 października 2019 - Wytwórnia: Sony Music Entertainment - Format: CD, digital download | 3                           |

### Single
| Rok                                                      | Tytuł                                                  | Najwyższa pozycja na liście | Certyfikat   | Sprzedaż       | Album  |
| Rok                                                      | Tytuł                                                  | BEL (FL)                    | Certyfikat   | Sprzedaż       | Album  |
| -------------------------------------------------------- | ------------------------------------------------------ | --------------------------- | ------------ | -------------- | ------ |
| 2014                                                     | „Outta Here”                                           | 23                          |              |                | –      |
| 2015                                                     | „Funky Love”                                           | –                           |              |                | –      |
| 2016                                                     | „What’s the Pressure”                                  | 2                           | - BEL: złoto | - BEL: 10 000+ | –      |
| 2017                                                     | „Higher”                                               | 20                          |              |                | –      |
| 2017                                                     | „Set Them Free” (oraz Piet Van den Heuvel)             | –                           |              |                | –      |
| 2017                                                     | „Beast”                                                | 25                          |              |                | –      |
| 2018                                                     | „Mutual”                                               | 30                          |              |                | –      |
| 2019                                                     | „Up”                                                   | 34                          |              |                | –      |
| 2019                                                     | „Limits”                                               | 35                          |              |                | Limits |
| 2019                                                     | „Press Pause”                                          | 21                          |              |                | Limits |
| 2020                                                     | „Hold On”                                              | 36                          |              |                | Limits |
| 2020                                                     | „Brussels by Night”                                    | –                           |              |                | –      |
| 2020                                                     | „Strangers” (oraz Loïc Nottet, gościnnie: Alex Germys) | 13                          | - BEL: złoto | - BEL: 10 000+ | –      |
| 2021                                                     | „Instagram (Uit the Best of)”                          | –                           |              |                | –      |
| 2022                                                     | „Not Easy”                                             | 39                          |              |                | –      |
| 2022                                                     | „We Here”                                              | –                           |              |                | –      |
| 2023                                                     | „These Nights” (oraz Oski)                             | –                           |              |                | –      |
| „–” oznacza, że singel nie był notowany na danej liście. |                                                        |                             |              |                |        |

### Single promocyjne
| Rok                                                      | Tytuł                                    | Najwyższa pozycja na liście | Album                   |
| Rok                                                      | Tytuł                                    | BEL (FL)                    | Album                   |
| -------------------------------------------------------- | ---------------------------------------- | --------------------------- | ----------------------- |
| 2019                                                     | „Sabotage” (Live)                        | –                           | –                       |
| 2019                                                     | „One of It” (Live)                       | –                           | –                       |
| 2019                                                     | „Weapons Down” (Live)                    | –                           | Liefde Voor Muziek 2019 |
| 2019                                                     | „Changes” (Live)                         | –                           | Liefde Voor Muziek 2019 |
| 2019                                                     | „I Wish” (Live)                          | –                           | –                       |
| 2019                                                     | „Pretty Fake” (Live)                     | –                           | –                       |
| 2019                                                     | „Thinking About You All the Time” (Live) | 44                          | Liefde Voor Muziek 2019 |
| „–” oznacza, że singel nie był notowany na danej liście. |                                          |                             |                         |

## Filmografia
- 2008: Witse jako Evy Cuypers
- 2012–2014: Familie jako Charlotte Kennis
- 2015: Altijd prijs jako Julie Aerts
- 2016: Trolls jako Poppy
- 2016: Moana jako Moana
- 2018: Ralph Breaks the Internet jako Moana
- 2019:	Studio Tarara jako tancerka